# Lijevi Štefanki
Lijevi Štefanki – wieś w Chorwacji, w żupanii zagrzebskiej, w gminie Pokupsko. W 2011 roku liczyła 218 mieszkańców.